# Punch Line
Punch Line (パンチライン Panchi Rain?) är en anime-serie som producerades på Mappa och sändes på Fuji TV-blocket Noitamina från den 9 april 2015 till den 25 juni 2015.

## Produktion
Animen regisserades av Yutaka Uemura, medan Kotaro Uchikoshi stod för manus, Tetsuya Komuro komponerade musik, och Shōta Iwasaki designade figurerna. Låten som spelas under animens öppningssekvens, "PUNCH LINE!", framfördes av Shoko Nakagawa och Dempagumi.inc.

## Rollista
| Rollfigur        | Röstskådespelare |
| ---------------- | ---------------- |
| Yūta Iridatsu    | Marina Inoue     |
| Mikatan Narugino | Sora Amamiya     |
| Meika Daihatsu   | Rie Kugimiya     |
| Ito Hikiotani    | Minako Kotobuki  |
| Rabura Chichibu  | Haruka Tomatsu   |
| Chiranosuke      | Yuri Yoshida     |

## Avsnitt
| Nr | Titel                                                                              | Originalvisning |
| -- | ---------------------------------------------------------------------------------- | --------------- |
| 1  | "Panty Panic (パンツパニック Pantsu Panikku?)"                                     | 9 april 2015    |
| 2  | "Seirui Awaremi no Lace (生類憐みのレース Seirui Awaremi no Rēsu?)"                | 16 april 2015   |
| 3  | "Kaseijin, Shūrai! (火星人、襲来！?)"                                              | 23 april 2015   |
| 4  | "Toritsuku Shima Moyō (取り憑くシマ模様?)"                                         | 30 april 2015   |
| 5  | "Ito, Shisu (愛、死す?)"                                                           | 7 maj 2015      |
| 6  | "Ōmisoka da yo, Meikaemon (大晦日だよ、明香えもん?)"                               | 14 maj 2015     |
| 7  | "Kaettekita, Panty Panic (帰ってきた、パンツパニック Kaettekita, Pantsu Panikku?)" | 21 maj 2015     |
| 8  | "Panty Party!"                                                                     | 28 maj 2015     |
| 9  | "Brazilian High Kick (ブラジリアンハイキック Burajirian Hai Kikku?)"               | 4 juni 2015     |
| 10 | "Tsuiraku (墜落?)"                                                                 | 11 juni 2015    |
| 11 | "Justice Punch! (ジャスティスパンチ! Jasutisu Panchi!?)"                           | 18 juni 2015    |
| 12 | "Punch Line (パンチライン Panchi Rain?)"                                           | 25 juni 2015    |

## Annan media
Ett datorspel baserat på serien utvecklas av 5pb. och Mages, och skrivs av Uchikoshi. Det planeras ges ut till Playstation 4 och Playstation Vita under det fjärde kvartalet 2015[uppföljning saknas] i Japan.